# Wenceslao Orbea
Wenceslao Orbea Alberdi (¿? - 1919) fue un abogado y político español.
Wenceslao Orbea letrado oficial de la Diputación Foral de Guipúzcoa participó activamente en la fundación de la Caja de Ahorros Provincial de Guipúzcoa, a la postre, junto con la Caja de Ahorros Municipal de San Sebastián formaría la Kutxa y actualmente Kutxabank y en la refundación de la Real Sociedad Bascongada de Amigos del País que tuvo una relevancia muy notoria en la cultura y el arte así como en los estudios históricos vinculados con el País Vasco.
Impulsó la industria guipuzcoana y propuso, en Oñate en 1918, la creación de la Cámara de Industrias en Guipúzcoa.

## Biografía
Wenceslao Orbea nació en la población guipuzcoana de Éibar en el País Vasco (España). Estudió derecho e se incorporó como letrado en la Diputación Foral guipuzcoana. Experto en fueros y en tradiciones del pueblo vasco. Fue presidente del Consejo de Administració de la Caja Provincial de Guipúzcoa y de la Industrial Orbea. Fue diputado provincial y a Cortes por el partido de Antonio Maura desde el 22 de abril de 1916 hasta el 10 de enero de 1918. Finalmente, fue uno de los impulsores del renacimiento de la Real Sociedad Bascongada de Amigos del País.
Se casó con Felisa Biardeau y tuvieron cuatro hijos, Adelaida, Isabel, Manuel y Elisa. Murió el 6 de marzo de 1919.